# Mimetoidea
Mimetoidea é uma superfamília de aranhas araneomorfas, constituída por duas famílias de aranhas com oito olhos.

## Taxonomia
A superfamília Mimetoidea inclui as seguintes famílias:
- Malkaridae: 4 géneros e 11 espécies.
- Mimetidae: 13 géneros e 156 espécies.